# اجرام کوچک منظومه شمسی

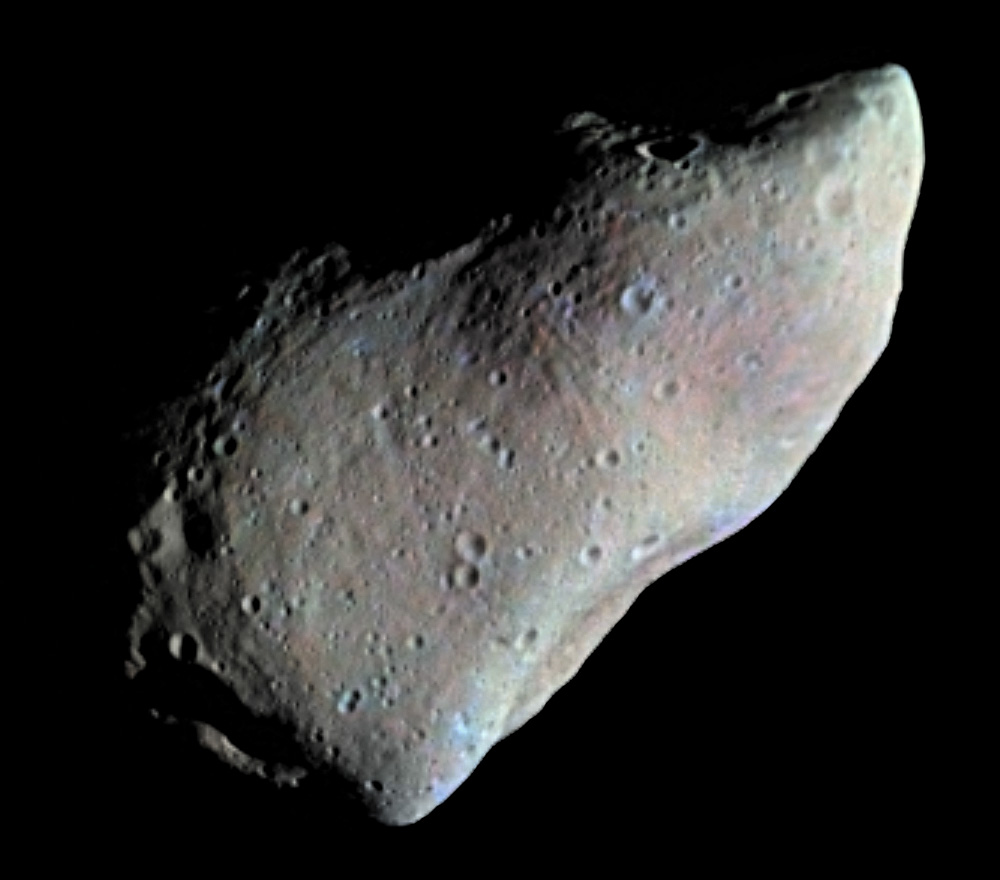
سیارک ۹۵۱ گاسپرا یکی از اجرام کوچک منظومۀ خورشیدی است که در کمربند سیارک‌ها با درازای حدود ۱۸ کیلومتر قرار دارد. (تصویر توسط فضاپیمای گالیله گرفته شده‌است.)

اجرام کوچک منظومۀ خورشیدی به تمام اجرام در منظومۀ خورشیدی گفته می‌شود که نه سیاره هستند، نه سیارۀ کوتوله و نه قمر طبیعی. 
با این تعریف این اجرام شامل تمام دنباله‌دارها و تمام ریزسیاره‌ها به غیر از آن‌هایی که سیارۀ کوتوله هستند، می‌باشد.
- تمام سیارک‌های معمولی به استثنای سرس.
- سانتورها و تروجان‌ها.
- جسم‌های فرانپتونی به استثنای پلوتو، هائومیا، ماکی‌ماکی و اریس.

این اصطلاح نخستین‌بار در سال ۲۰۰۶ توسط اتحادیۀ بین‌المللی اخترشناسی تعریف شد.